# 1668
1668 (MDCLXVIII) a fost un an bisect al calendarului gregorian, care a început într-o zi de vineri.

## Nașteri
- 23 iunie: Giambattista Vico  (d. 1744)
- 6 mai: Alain-René Lesage scriitor francez (d. 1747)
- 31 decembrie: Herman Boerhaave medic, botanist și umanist olandez (d. 1738)
- 30 octombrie: Sophia Charlotte de Hanovra  (d. 1705)
- 14 noiembrie: Johann Lukas von Hildebrandt arhitect austriac (d. 1745)
- 18 octombrie: Johann George al IV-lea, Elector de Saxonia  (d. 1694)
- 11 octombrie: Louis, Prinț Condé (1668–1710)  (d. 1710)
- 24 octombrie: Petr Brandl pictor german (d. 1735)
- 8 septembrie: Giorgio Baglivi medic italian (d. 1707)
- dată necunoscută: Georg Heinrich von Görtz diplomat german (d. 1719)
- dată necunoscută: John Eccles compozitor britanic (d. 1735)
- 5 august: Philippe-Charles al Franței  (d. 1671)

## Decese
- dată necunoscută: Gheorghe Ștefan  (n. ?)
- 20 ianuarie: Jean François (matematician) matematician francez (n. 1582)
- 25 aprilie: Ștefan I, Mitropolit al Ungrovlahiei  (n. ?)